# Új-Zéland a 2018. évi téli olimpiai játékokon
Új-Zéland a dél-koreai Phjongcshangban megrendezett 2018. évi téli olimpiai játékok egyik részt vevő nemzete volt. Az országot az olimpián 5 sportágban 21 sportoló képviselte, akik összesen 2 érmet szereztek.

## Érmesek
| Érem  | Versenyző            | Sportág      | Versenyszám  |
| ----- | -------------------- | ------------ | ------------ |
| Bronz | Nico Porteous        | Síakrobatika | Férfi félcső |
| Bronz | Zoi Sadowski-Synnott | Snowboard    | Női big air  |

## Alpesisí
Férfi
| Versenyző     | Versenyszám            | 1. futam      | 1. futam      | 2. futam      | 2. futam      | Összesítés    | Összesítés    |
| Versenyző     | Versenyszám            | Idő           | Hely.         | Idő           | Hely.         | Idő           | Helyezés      |
| ------------- | ---------------------- | ------------- | ------------- | ------------- | ------------- | ------------- | ------------- |
| Adam Barwood  | Óriás-műlesiklás       | 1:13,41       | 40.           | 1:13,81       | 35.           | 2:27,22       | 34.           |
| Adam Barwood  | Műlesiklás             | nem ért célba | nem ért célba | nem ért célba | nem ért célba | nem ért célba | nem ért célba |
| Adam Barwood  | Szuperóriás-műlesiklás |               |               |               |               | 1:31,10       | 43.           |
| Willis Feasey | Óriás-műlesiklás       | 1:14,48       | 42.           | 1:13,80       | 34.           | 2:28,28       | 36.           |
| Willis Feasey | Műlesiklás             | nem ért célba | nem ért célba | kiesett       | kiesett       | kiesett       | kiesett       |
| Willis Feasey | Szuperóriás-műlesiklás |               |               |               |               | 1:28,59       | 37.           |

Női
| Versenyző      | Versenyszám      | 1. futam      | 1. futam      | 2. futam | 2. futam | Összesítés | Összesítés |
| Versenyző      | Versenyszám      | Idő           | Hely.         | Idő      | Hely.    | Idő        | Helyezés   |
| -------------- | ---------------- | ------------- | ------------- | -------- | -------- | ---------- | ---------- |
| Alice Robinson | Óriás-műlesiklás | 1:16,66       | 37.           | 1:14,53  | 38.      | 2:31,19    | 35.        |
| Alice Robinson | Műlesiklás       | nem ért célba | nem ért célba | kiesett  | kiesett  | kiesett    | kiesett    |

## Gyorskorcsolya
Férfi
| Versenyző     | Versenyszám | Eredmény | Helyezés |
| ------------- | ----------- | -------- | -------- |
| Reyon Kay     | 1500 m      | 1:47,81  | 26.      |
| Peter Michael | 1500 m      | 1:46,39  | 14.      |
| Peter Michael | 5000 m      | 6:14,07  | 4.       |

Tömegrajtos
| Versenyző     | Versenyszám | Elődöntő | Elődöntő | Elődöntő | Döntő   | Döntő   | Döntő    |
| Versenyző     | Versenyszám | Pont     | Idő      | Hely.    | Pont    | Idő     | Helyezés |
| ------------- | ----------- | -------- | -------- | -------- | ------- | ------- | -------- |
| Reyon Kay     | Férfi       | 0        | 9:17,99  | 12.      | kiesett | kiesett | kiesett  |
| Peter Michael | Férfi       | 60       | 7:55,10  | 1.       | 0       | 7:49,33 | 15.      |

Csapatverseny
| Versenyző                            | Versenyszám | Negyeddöntő                | Negyeddöntő | Elődöntő                    | Elődöntő | Döntő                                       | Döntő    | Döntő |
| Versenyző                            | Versenyszám | Ellenfél Idő               | Hely.       | Ellenfél Idő                | Hely.    | Ellenfél Idő                                | Helyezés |       |
| ------------------------------------ | ----------- | -------------------------- | ----------- | --------------------------- | -------- | ------------------------------------------- | -------- | ----- |
| Shane Dobbin Reyon Kay Peter Michael | Férfi       | Norvégia (NOR) · V 3:41,18 | 4.          | Dél-Korea (KOR) · V 3:39,53 | 2.       | Bronzmérkőzés · Hollandia (NED) · V 3:43,54 | 4.       |       |

## Síakrobatika
Félcső
| Versenyző        | Versenyszám | Selejtező | Selejtező | Selejtező     | Selejtező | Döntő      | Döntő      | Döntő      | Döntő         | Döntő    |
| Versenyző        | Versenyszám | 1. futam  | 2. futam  | Jobb eredmény | Hely.     | 1. futam   | 2. futam   | 3. futam   | Jobb eredmény | Helyezés |
| ---------------- | ----------- | --------- | --------- | ------------- | --------- | ---------- | ---------- | ---------- | ------------- | -------- |
| Miguel Porteous  | Férfi       | 40,40     | 62,60     | 62,60         | 17.       | kiesett    | kiesett    | kiesett    | kiesett       | kiesett  |
| Nico Porteous    | Férfi       | 51,20     | 72,80     | 72,80         | 11.       | 82,40      | 94,80      | 30,00      | 94,80         |          |
| Beau-James Wells | Férfi       | 86,20     | 88,20     | 88,20         | 5.        | 87,40      | 52,20      | 91,60      | 91,60         | 4.       |
| Byron Wells      | Férfi       | 88,60     | 42,00     | 88,60         | 4.        | nem indult | nem indult | nem indult | nem indult    | 12.      |
| Britt Hawes      | Női         | 52,20     | 57,40     | 57,40         | 21.       | kiesett    | kiesett    | kiesett    | kiesett       | kiesett  |
| Janina Kuzma     | Női         | 67,80     | 48,60     | 67,80         | 16.       | kiesett    | kiesett    | kiesett    | kiesett       | kiesett  |

Krossz
| Versenyző     | Versenyszám | Selejtező | Selejtező | Nyolcaddöntő | Negyeddöntő | Elődöntő | Döntő    | Helyezés |
| Versenyző     | Versenyszám | Idő       | Hely.     | Helyezés     | Helyezés    | Helyezés | Helyezés | Helyezés |
| ------------- | ----------- | --------- | --------- | ------------ | ----------- | -------- | -------- | -------- |
| Jamie Prebble | Férfi       | 1:10,48   | 25.       | 3.           | kiesett     | kiesett  | kiesett  | 24.      |

Slopestyle
| Versenyző     | Versenyszám | Selejtező | Selejtező | Selejtező     | Selejtező | Döntő    | Döntő    | Döntő    | Döntő         | Döntő    |
| Versenyző     | Versenyszám | 1. futam  | 2. futam  | Jobb eredmény | Hely.     | 1. futam | 2. futam | 3. futam | Jobb eredmény | Helyezés |
| ------------- | ----------- | --------- | --------- | ------------- | --------- | -------- | -------- | -------- | ------------- | -------- |
| Finn Bilous   | Férfi       | 24,80     | 85,00     | 85,00         | 13.       | kiesett  | kiesett  | kiesett  | kiesett       | kiesett  |
| Jackson Wells | Férfi       | 52,80     | 42,00     | 52,80         | 25.       | kiesett  | kiesett  | kiesett  | kiesett       | kiesett  |

## Snowboard
Akrobatika
Férfi
| Versenyző            | Versenyszám | Selejtező | Selejtező | Selejtező     | Selejtező | Döntő    | Döntő    | Döntő    | Döntő         | Helyezés |
| Versenyző            | Versenyszám | 1. futam  | 2. futam  | Jobb eredmény | Hely.     | 1. futam | 2. futam | 3. futam | Jobb eredmény | Helyezés |
| -------------------- | ----------- | --------- | --------- | ------------- | --------- | -------- | -------- | -------- | ------------- | -------- |
| Carlos Garcia Knight | Big air     | 88,75     | 97,50     | 97,50         | 1.        | –        | –        | 54,25    | 54,25         | 11.      |
| Carlos Garcia Knight | Slopestyle  | 80,10     | 40,20     | 80,10         | 2.        | 78,60    | 52,98    | 24,35    | 78,60         | 5.       |
| Rakai Tait           | Halfpipe    | 36,50     | 25,75     | 36,50         | 26.       | kiesett  | kiesett  | kiesett  | kiesett       | 26.      |

Női
| Versenyző            | Versenyszám | Selejtező | Selejtező | Selejtező     | Selejtező | Döntő    | Döntő    | Döntő    | Döntő         | Helyezés |
| Versenyző            | Versenyszám | 1. futam  | 2. futam  | Jobb eredmény | Hely.     | 1. futam | 2. futam | 3. futam | Jobb eredmény | Helyezés |
| -------------------- | ----------- | --------- | --------- | ------------- | --------- | -------- | -------- | -------- | ------------- | -------- |
| Zoi Sadowski-Synnott | Big air     | 72,75     | 92,00     | 92,00         | 5.        | 65,50    | 92,00    | –        | 157,50        |          |
| Zoi Sadowski-Synnott | Slopestyle  | törölve   | törölve   | törölve       | törölve   | 26,70    | 48,38    | törölve  | 48,38         | 13.      |

Tiarn Collins a férfi slopestyle és big air versenyszámban indult volna, de a verseny előtt megsérült és visszalépett.
Snowboard cross
| Versenyző       | Versenyszám | Selejtező | Selejtező | Selejtező     | Selejtező     | Selejtező     | Selejtező | Nyolcaddöntő | Negyeddöntő | Elődöntő | Döntő    | Helyezés |
| Versenyző       | Versenyszám | 1. futam  | 1. futam  | 2. futam      | 2. futam      | Jobb eredmény | Kiemelés  | Nyolcaddöntő | Negyeddöntő | Elődöntő | Döntő    | Helyezés |
| Versenyző       | Versenyszám | Idő       | Hely.     | Idő           | Hely.         | Jobb eredmény | Kiemelés  | Helyezés     | Helyezés    | Helyezés | Helyezés | Helyezés |
| --------------- | ----------- | --------- | --------- | ------------- | ------------- | ------------- | --------- | ------------ | ----------- | -------- | -------- | -------- |
| Duncan Campbell | Férfi       | 1:16,68   | 32.       | nem ért célba | nem ért célba | 1:16,68       | 37        | 5.           | kiesett     | kiesett  | kiesett  | 37.      |

## Szkeleton
| Versenyző      | Versenyszám | 1. futam | 1. futam | 2. futam | 2. futam | 3. futam | 3. futam | 4. futam | 4. futam | Összesítés | Összesítés |
| Versenyző      | Versenyszám | Idő      | Hely.    | Idő      | Hely.    | Idő      | Hely.    | Idő      | Hely.    | Idő        | Helyezés   |
| -------------- | ----------- | -------- | -------- | -------- | -------- | -------- | -------- | -------- | -------- | ---------- | ---------- |
| Rhys Thornbury | Férfi       | 50,90    | 8.       | 51,03    | 10.      | 50,65    | 6.       | 52,14    | 20.      | 3:24,72    | 14.        |